# Gmina Działoszyce
Die Gmina Działoszyce ist eine Stadt-und-Land-Gemeinde im Powiat Pińczowski der Woiwodschaft Heiligkreuz in Polen. Ihr Sitz ist die gleichnamige Stadt mit 926 Einwohnern (2016).

## Geographie
Die Gemeinde grenzt im Süden an die Woiwodschaft Kleinpolen. Krakau liegt etwa 40 Kilometer südwestlich und Kielce 60 Kilometer nördlich. Zu den Gewässern gehört die Nidzica.

## Gliederung
Die Stadt-und-Land-Gemeinde Działoszyce verfügt über eine Fläche von 105,48 km², auf der etwa 5100 Menschen leben. Zur Gemeinde gehören, neben der Stadt selbst, 36 Dörfer mit Schulzenämtern:
Biedrzykowice, Bronocice, Bronów, Chmielów, Dębiany, Dębowiec, Dziekanowice, Dziewięczyce, Dzierążnia, Gaik, Iżykowice, Jakubowice, Januszowice, Jastrzębniki, Ksawerów, Kujawki, Kwaszyn, Lipówka, Marianów, Niewiatrowice, Opatkowice, Pierocice, Podrózie, Sancygniów, Stępocice, Sudół, Szczotkowice, Szyszczyce, Świerczyna, Teodorów, Wola Knyszyńska, Wolica, Wymysłów, Zagaje Dębiańskie und Zagórze.

## Verkehr
Durch den Hauptort führt die Woiwodschaftsstraße DW 768, die von Skalbmierz im Südosten nach Jędrzejów im Norden führt. Der nächste internationale Flughafen ist Krakau-Balice in 50 Kilometer Entfernung.